# Leela

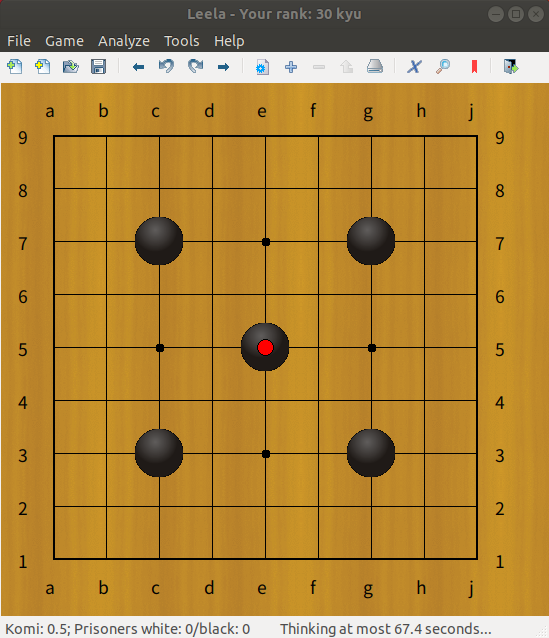
Leela 0.11.

Leela és un programari informàtic de Go desenvolupat pel programador belga Gian-Carlo Pascutto, l'autor del motor d'escacs Sjeng. Va quedar en tercer lloc per un tauler 19x19 de Go i en segon lloc per a un 9x9 a l'Olimpíada d'Informàtica de 2008, i va quedar en vuitè lloc al 1r World AI Go Tournament l'agost de 2017 Segons el seu lloc web, té "Força superior a 9 dan en 19 x 19, depenent del maquinari". El programa es va anomenar "Leela" perquè l'autora volia un nom femení agradable que contrastés amb l'estil imperant a l'època, caracteritzat per noms com "Shredder", "Tiger" i "Rebel".
Una versió amb tecnologia d'aprenentatge profund es va llançar gratuïtament el febrer de 2017. Va ser el primer motor Go proper al nivell professional disponible gratuïtament en un ordinador personal.
No s'ha de confondre Leela amb Leela Zero, un programa més fort desenvolupat per Pascutto i col·laboradors a partir de finals del 2017.